# 大森房吉

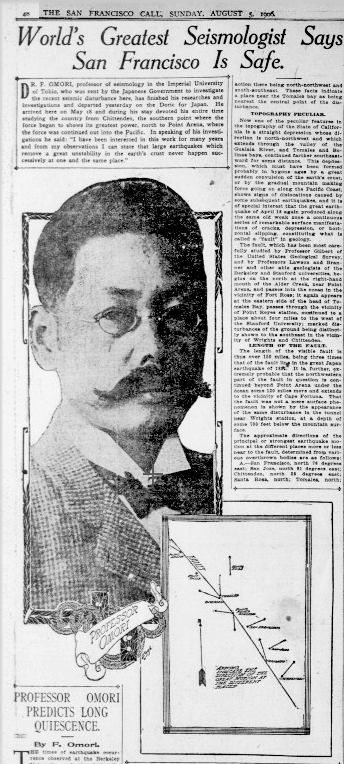
1906年8月5日，美國報紙上的大森房吉像與他手繪的聖安地列斯斷層地圖

大森房吉（1868年10月30日—1923年11月8日），日本地震學先驅，被譽為「日本地震學之父」。第二任東京帝國大學地震學講座和文部省震災預防調查會委員。大森房吉因為對餘震的發生率觀測而聞名，也就是今日的大森法則。

## 早年
大森房吉於1868年生於日本福井縣福井市，是當地下級武士大森藤輔的第五子，就讀小學時遷往東京。

## 教育
1890年大森房吉畢業於東京帝國大學理學院物理學系，之後在東京大學的研究所攻讀氣象學和地震學，並且在該校接受來自英國的地震學家約翰·米爾恩（John Milne，以御雇外國人身分來日）指導，直到他於1895年離開日本為止。米爾恩的日本同事關谷清景在1880年起在東京帝國大學教授地震學，成為世界各大學中第一位地震學教授。

## 早期職業生涯
關谷清景和大森房吉首次使用東京大學內的儀器清楚紀錄了災難性地震。1896年關谷清景擔任東京大學地震學講座，以及震災預防調查委員會秘書，十年後他去世時在全日本已經設立了將近1000個地震測站以研究地震。
1891年大森房吉成為關谷清景的助理，1893年起擔任東京大學地震學講師。1895年大森房吉被派往德國和義大利進行研究，並在回國途中於1896年9月在英國停留。
大森房吉在1896年1月9日關谷清景去世後接任帝國大學地震學講座。他除了母語日語以外，能說英語、德語、義大利語，因此能和許多外國地震學家通信，並以這四種語言發表論文。

## 地震儀

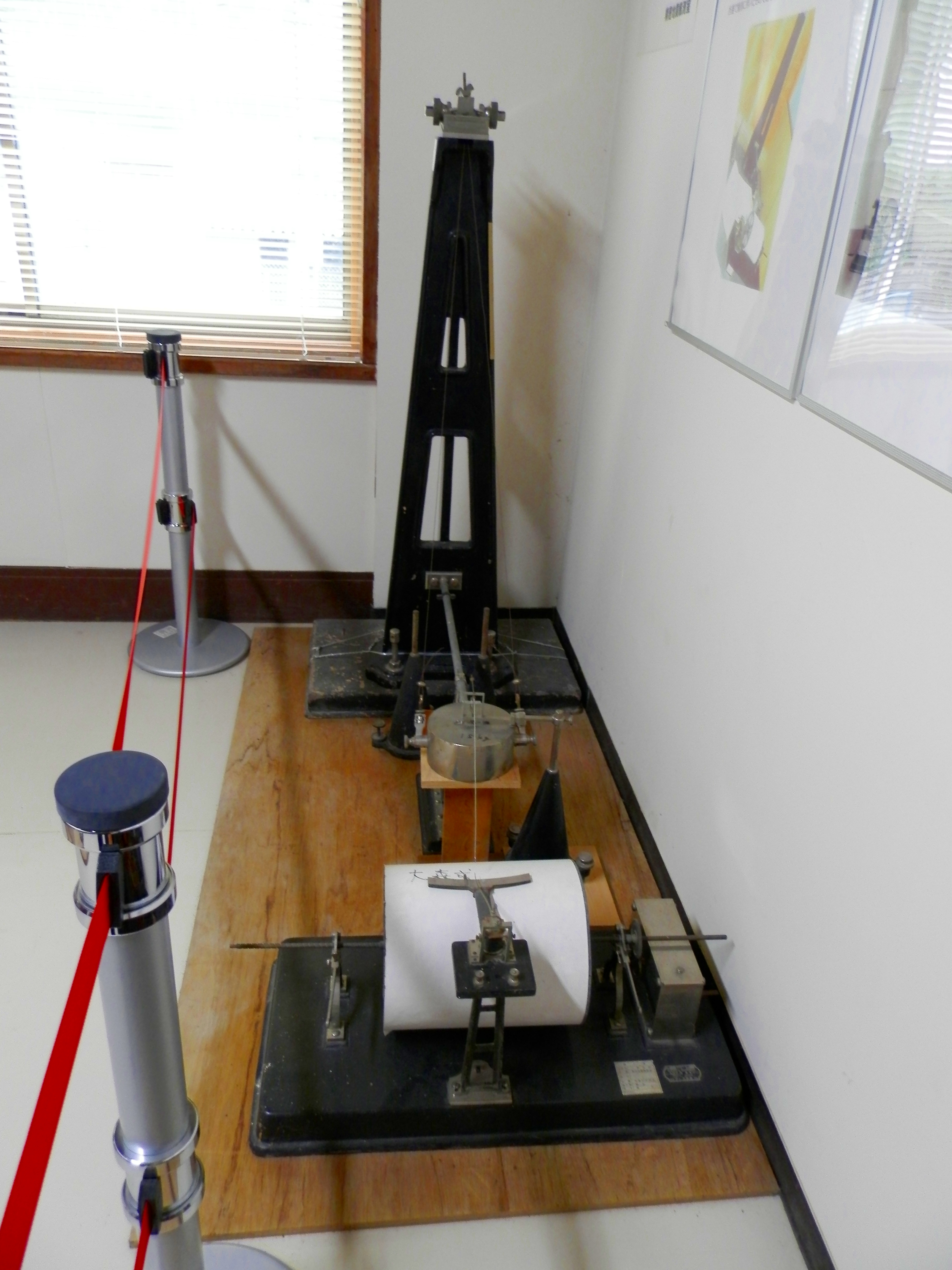
松代地震觀測所收藏的大森式地震儀

1899年大森房吉提出了他設計的水平地震紀錄擺，也就是大森式地震儀，經過位於史特拉斯堡的 J&A 博世公司小幅修改後，成為「博世－大森式地震儀」。這種地震儀直到第二次世界大戰結束都是世界各地地震觀測網的主要儀器。

## 全球地震調查
1891年10月28日濃尾地震發生，該地震的斷層線被另一位東京帝國大學教授小藤文次郎紀錄下來。他發現該地震的斷層是平移斷層，並且切過地表至少64公里，而且斷層兩側相對移動1到2公尺，部分區域出現了高度6到7公尺的斷層崖，其他區域看起來則像線形的堤防。這次地震提供了許多初始資料，並且這些資料和其他地震的資料顯示餘震的頻率在主震後會隨著時間的倒數下降，也就是今日所稱的「大森法則」。
大森房吉對米爾恩描述的地震序列中三個主要階段：前震、主震和餘震進行了量測，並前往主震發生後的區域以實地驗證由他的儀器收集的資料。1906年3月17日梅山地震發生後，大森房吉隨即前往台灣進行調查，並描述了當地土壤液化狀況和梅仔坑庄（今嘉義縣梅山鄉）全區遭到摧毀的狀況。他認為大量人員傷亡原因是因為當時當地流行的建築形式「土埆厝」造成。這種建築是以日曬磚、茅草和泥漿建造，並且有重量很高的屋頂樑，造成房屋耐震度極低。
先前在1889年時，大森房吉和米爾恩在東京大學工學院進行磚塊傾覆或破裂，以及柱子受到水平向力量實驗並紀錄結果。日本在明治維新以後多年的現代化導致傳統輕質的木結構被重量較高的石造結構、紅磚和鐵橋等取代，而米爾恩一直相當關注這個現象。大森房吉持續對這課題進行研究，並且被認為是地震工程領域中第一位使用地震模擬振動台研究地震對人造建築物影響，並且將實驗結果和實際地震後狀況做比較的科學家。
大森房吉還注意到1908年墨西拿地震中大量的人員傷亡，而且他指出死亡的7萬5千人中有99%是因為他們的房屋耐震度不足以抵抗地震。

## 1906年舊金山大地震
1906年舊金山大地震發生時，全世界最廣泛使用的地震儀有米爾恩式和博世－大森式，這兩種地震儀都對該次地震有相關紀錄。而地震發生後不久，世界各地的地震學家都趕到了北加州。
大森房吉於同年5月1日搭船從東京出發，同月18日到達舊金山，並且帶領一組由建築師和工程師組成的帝國委員會研究地震後的後續發展，並給予加州大學柏克萊分校一組新的地震儀；成員包含中村達太郎和佐野利器兩位教授，以及一位建築師野口孫市。
大森和他的同事在舊金山市區內量測毀壞的建築物並拍照。他們還報告多次遭到當地人攻擊。至少有兩人指出大森房吉和他的同事在舊金山米慎街遭到一群以丟石塊等方式隨機攻擊日本人，被當地媒體稱為反日種族主義者的成年人和青少年攻擊；然而，同時期的消息來源指出因為美國的日本人組織抗議造成當地一位郵差被解雇時，大森房吉遭到當地一名男童丟石塊攻擊。而寄到當地報紙的一封信中所提到的其他意外並沒有其餘的來源可以佐證。大森房吉本人則選擇原諒，並且寫下：「關於我在舊金山因為一些流氓引發的麻煩。我個人相當高興看到，夏威夷居民不喜歡看到我被這樣對待。但我確實沒有受傷，並且沒有承受到任何惡意。在所有國家都有流氓，加州人對我非常好，而我對我的旅程感到非常快樂」
大森房吉在加州大約80日，期間搭乘輪船最遠到達洪堡縣，並且於1906年9月6日在當地被誤以為他是破壞尤里卡罷工行動非工會水手的地痞攻擊。事後尤里卡市長向大森房吉道歉。
之後大森房吉繼續向南進行觀察，並且進入鰻魚河谷，最後在芬代尔停留。並且他注意到在森特維爾南方的福斯角有一個巨大的山崩，而該山崩覆蓋了之前的海岸道路並產生了進入太平洋的新海岬，並摧毀了當地建築物等物業。大森房吉離開芬代爾後持續小心觀察各種人為的和自然的地表特徵，並追蹤聖安地列斯斷層在地表的跡象直到舊金山南方。在追蹤的過程中大森房吉注意到地表建築物和樹木因為地震的變化，並且紀錄下「即使是巨大的紅杉也被地表的剪切運動分離」。
大森房吉在他的著作中提及他跟著地表可見的斷層蹤跡北自波因特阿里纳，南達聖荷西共約240公里；不過他指出斷層還繼續向北延伸約192公里到尤里卡南方。大森房吉在這次旅程中的大多數照片後來出版成書。
大森房吉藉由舊金山南方墓碑的移動和聖荷西內建築物外牆破裂面研究斷層運動方向。大森房吉將加州和日本建築物損害程度一起進行研究後，發表了第一個包含儀器研究和地表損害程度觀察的地震度量。大森房吉描述在加州的斷層剪切應力和斷層的破裂面方向是平行的。大森式地震儀之後不久在北加州大量安裝，並且許多舊金山大地震的餘震被編列成表後出版。大森房吉在1906年8月4日回到日本。

## 火山地震
自從大森房吉最早的其中一篇紀錄吾妻小富士於1893年爆發的論文開始直到去世都持續對日本的火山研究。大森房吉從日本中部的活火山淺間山、1910年爆發的有珠山和1914年1月12日爆發的櫻島火山監測資料中描述了數種火山地震。在後兩者噴發前他提出爆發警告避免附近居民大量傷亡。
大森房吉和計畫在夏威夷島建立火山觀測站的麻省理工學院火山學教授湯瑪斯·傑格（Thomas Jaggar）見面以後，大森房吉設計的地震儀和基座被送入火山旅館附近惠特尼地震學實驗室第29號建築（現為夏威夷火山觀測站的一部分）。1974年7月24日該地成為編號10-52-5506的夏威夷州歷史遺址，以及編號74000292的國家史蹟名錄。1912年大森房吉將他設計的大森式水平微震計和地震儀用船運送到夏威夷，並設置在特製的基座上。一年以後當地又裝設了兩個由麻省理工學院捐贈的博世－大森式地震儀。

## 最後的會議
1923年秋季，大森房吉前往澳大利亞參加第二屆泛太平洋學術會議，會議中他和 Saint Ignatius' College, Riverview 天文台台長愛德華·皮各觀測到發生於1923年9月1日，摧毀東京和橫濱並造成14萬人死亡，190萬人無家可歸的關東大地震主震的震波。
地震發生後，大森房吉於9月4日在墨爾本搭船返回日本。但在船上時他被診斷出罹患腦腫瘤，回到日本後不久進入東京大學附設醫院，於11月8日逝世，享年55歲。逝世前數日獲頒瑞寶章。

## 外部連結
- 大森房吉（页面存档备份，存于） 日本の科学者・技術者１００人
- 大森房吉相關著作（页面存档备份，存于）